# 水野祐
水野祐（日语：みずの ゆう，1918年7月25日—2000年8月28日），是日本的古代史学者。

## 略历
出生在大阪府堺市。本名水野正圀。1941年毕业于早稻田大学文学部史学科。后担任早稻田大学的文学教授，1989年退休，成为荣誉教授 。他有许多日本古代历史的一般向著作。有全十卷的著作集。

## 研究
在《日本古代王朝史論序説》（1952年初版、1954年增订版）中否定了天皇万世一系；认为日本的古代王朝并非单一王朝；提倡“三王朝交替论”（古王朝（先王朝与崇神王朝（崇神 - 仲哀）)-中王朝（仁徳王朝（应神-雄略）与后仁德王朝（饭丰））-新王朝（继体王朝））。随后在1953年的论文《神武天皇東征傳説考》中，认为神武东征不是史实，主张神武天皇是以天武天皇为模板创作的架空人物，对之后的日本古代史研究产生了巨大的影响。